# شهرستان اوستاشکوفسکی
شهرستان اوستاشکوفسکی (به لاتین: Ostashkovsky District) یک شهرستان در روسیه است که در استان تور واقع شده‌است.